# Reacționarii neprevăzători
Reacționarii neprevăzători este o operă literară scrisă de Ion Luca Caragiale. 